# أنديرسون كوريا
أنديرسون كوريا (6 مايو 1991 بساو باولو في البرازيل - ) هو لاعب كرة قدم برازيلي في مركز الدفاع. لعب مع باوليستا وسانتو أندريه ونادي بوافيشتا وSport Club São Paulo ‏ وأتلتيكو باتروسينينسي ‏.

## روابط خارجية
- أنديرسون كوريا على موقع قاعدة بيانات كرة القدم.إي يو (الإنجليزية)
- أنديرسون كوريا على موقع ناشيونال فوتبول تيمز (الإنجليزية)
- أنديرسون كوريا على موقع Soccerway.com (الإنجليزية)
- أنديرسون كوريا على موقع AS.com (الإسبانية)